# Trelleborg (Slagelse)
Die Trelleborg, eine Wikingerburg, die nachweislich um 981 errichtet wurde, liegt westlich von Slagelse auf der dänischen Hauptinsel Seeland und bot Platz für etwa 1300 Menschen. Ursprünglich war sie auf einer Landzunge errichtet worden, die in ein unzugängliches Sumpfgelände hineinragte. Über einen heute verlandeten Binnensee bestand eine schiffbare Verbindung zum Großen Belt. Die Trelleborg wurde wie die drei andere Wikingerburgen Aggersborg, Fyrkat und Nonnebakken von Sven Gabelbart erbaut.
Die Burg wurde von 1934 bis 1942 ausgegraben. Seit 2023 gehört die Trelleborg als Teil der Stätte Ringburgen des Wikingerzeitalters zum UNESCO-Weltkulturerbe.

## Etymologie
Der Name Trælleborg ist sehr weit verbreitet. Das erste Glied ist auf den altdänischen Genitiv Plural thræl, altwestnordisch þræll zurückzuführen, was „Sklave“ oder „Unfreier“ bedeutet. Das ist aber umstritten. Eine andere Deutung geht von nordischen homonymen Dialektwörtern aus, die Stöcke oder Stangen bezeichnen und auf die Befestigungen der Wälle gemünzt werden. Das zweite Glied scheint das altdänische Wort borgh, burgh, altwestnordisch borg (= „Umwallung“) zu sein. Eine andere Quelle führt die Verwandtschaft zu Trojeborg und Trollburg an. Der Name hat um die 40 Entsprechungen im Skandinavischen, davon 28 im heutigen Dänemark. Die große Verbreitung belegt, dass es sich um einen Wandernamen gehandelt hat. Man hat auch auf die großen Erdwälle hingewiesen, die zu errichten man Sklaven zugeschrieben hat. Das wäre aber nur für die frühsten Verwendungen des Wortes akzeptabel. Andere Deutungen verweisen auf die Funktion der Burgen als Zwingburgen und Zentren der Königsmacht, weshalb man sie „Sklavenburgen“ genannt habe.
Danach wäre noch die Bedeutung als „von Sklaven erbaute Burg“ die wahrscheinlichste.
Folgend die Ansicht Bent Jørgensen, nach einer „Vikingesymposium“ in 1995, hat es eine Trelleborg gegeben, deren Namen auf die übrigen Burgen übertragen worden sei. Diese ursprüngliche Burg sei die Trelleborg in Skåne gewesen, weil dieser Zentralplatz schon früher als die andere Namensbelege angelegt war.
Der Terminus Trelleborg für vier ganz bestimmte Burgen in Dänemark ist sekundär, d. h. moderne.

## Aufbau der Burg

### Hauptburg
Die Hauptburg besteht aus einem 17,5 Meter breiten und 5 Meter hohen Ringwall von 137 Meter Durchmesser. Die Außenwand war durch eine massive Eichenkonstruktion verstärkt, die aus einer schräggestellten Frontpartie und zwei Pfahlreihen bestand, deren Zwischenraum mit Lehm und Steinen aufgefüllt war. Der Wall war ursprünglich 5 Meter hoch und 18 Meter breit. Auch auf der Innenseite gab es eine Holzverkleidung. Der Wall wurde durch Balken verstärkt, die die Fassaden miteinander verbanden. Vor dem Ringwall befindet sich im Osten eine 5 m breite Berme. Davor befindet sich ein 17 m breiter und 4 m tiefer V-förmiger Wallgraben. Dieser war als Trockengraben angelegt und hatte an seiner Sohle eine Palisadenreihe aus Balken. Um in die Burg zu gelangen, gab es vier Tore, die nach den Himmelsrichtungen ausgerichtet waren. Die Tore wurden durch zwei schwellenbelegte Straßen miteinander verbunden und waren zum Erdwall durch Steinpackungen abgesichert. Möglicherweise gab es noch einen Ringweg auf der Innenseite des Walls. In der Hauptburg gab es insgesamt 16 Langhäuser, die in vier Quadrate um einen Innenhof zusammengefasst waren. Diesen Grundplan haben alle bisher erforschten Burganlagen vom Typ Trelleborg gemeinsam. Die Häuser waren 29,42 Meter lang und hatten eine Schiffform. Jedes Haus war dreigeteilt in eine große Mittelhalle (18 × 8 Meter) und in zwei kleinere Räume an den Giebelseiten. Jedes Haus hatte vier Eingänge, jeweils einen an den beiden Stirnseiten und jeweils einen an den Längsseiten. Vor den Eingängen gab es noch Windfänge. Außer den Langhäusern gab es noch ein kleines Haus im Norden des nordöstlichen Hausquadrates, ein kleines Haus in der Mitte des nordöstlichen und des südwestlichen Hausquadrates und ein kleines Haus mit quadratischem Grundriss beim Nord- und beim Westtor.

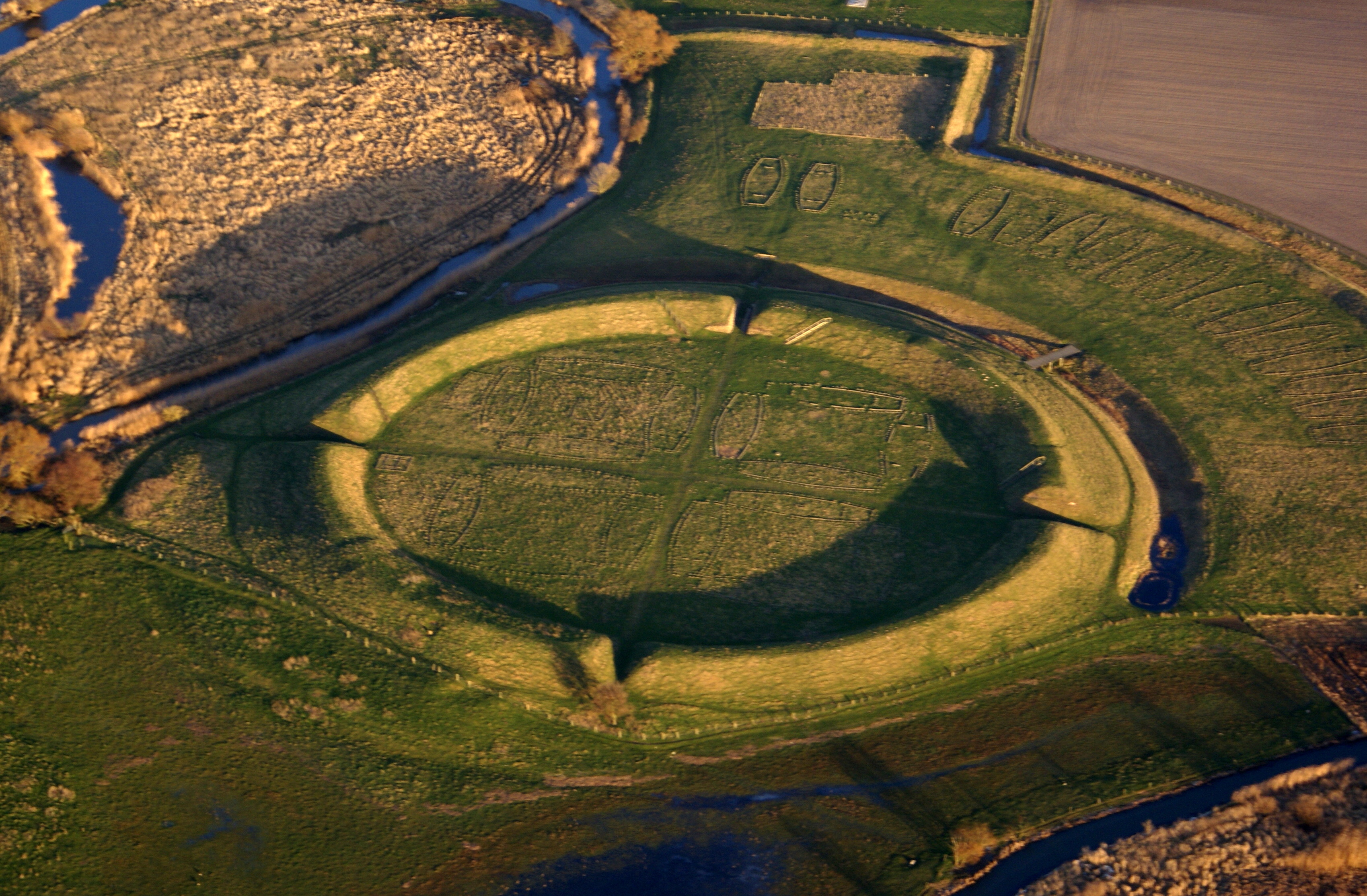
Luftbildaufnahme der Gesamtanlage
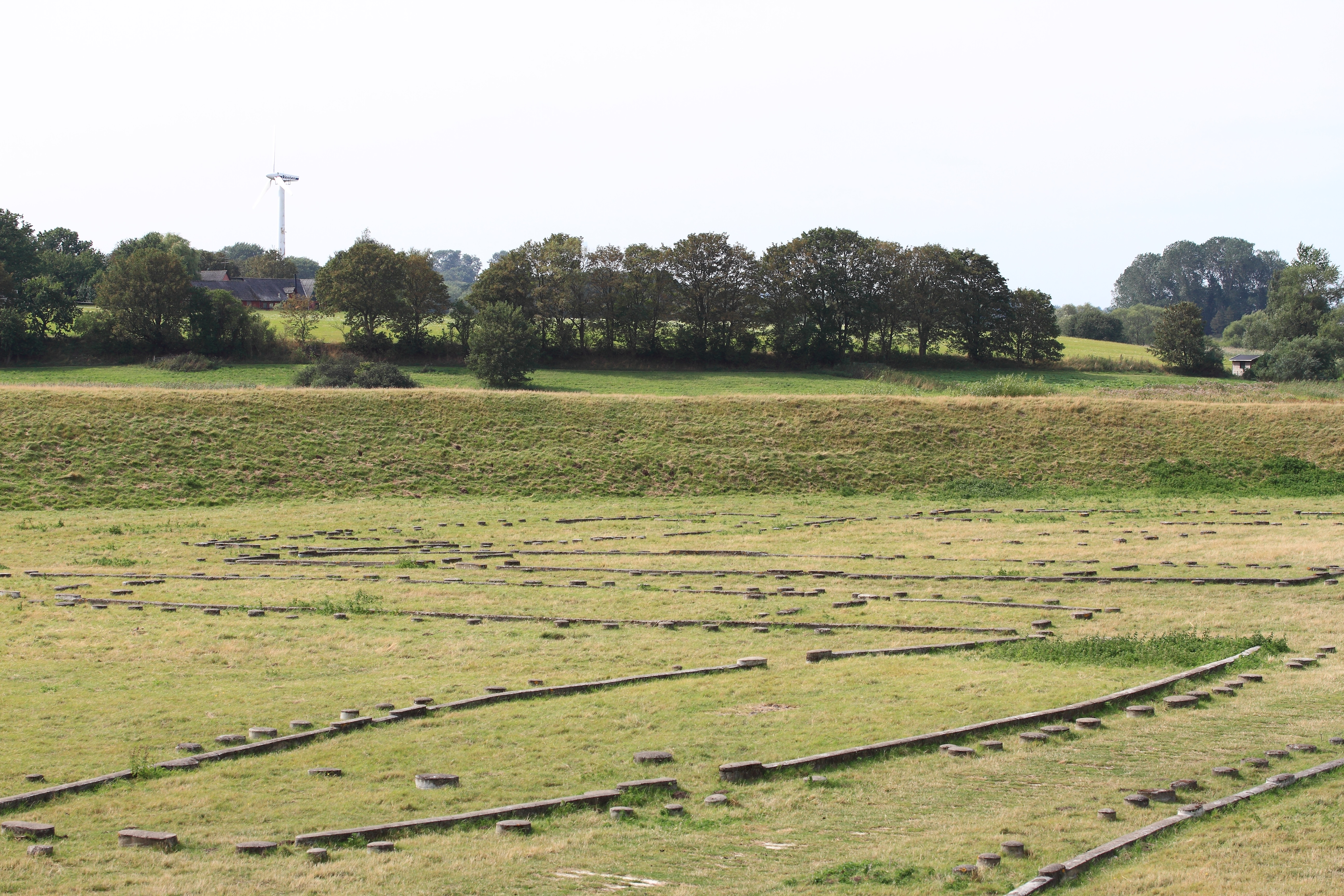
Innerhalb der Ringburg
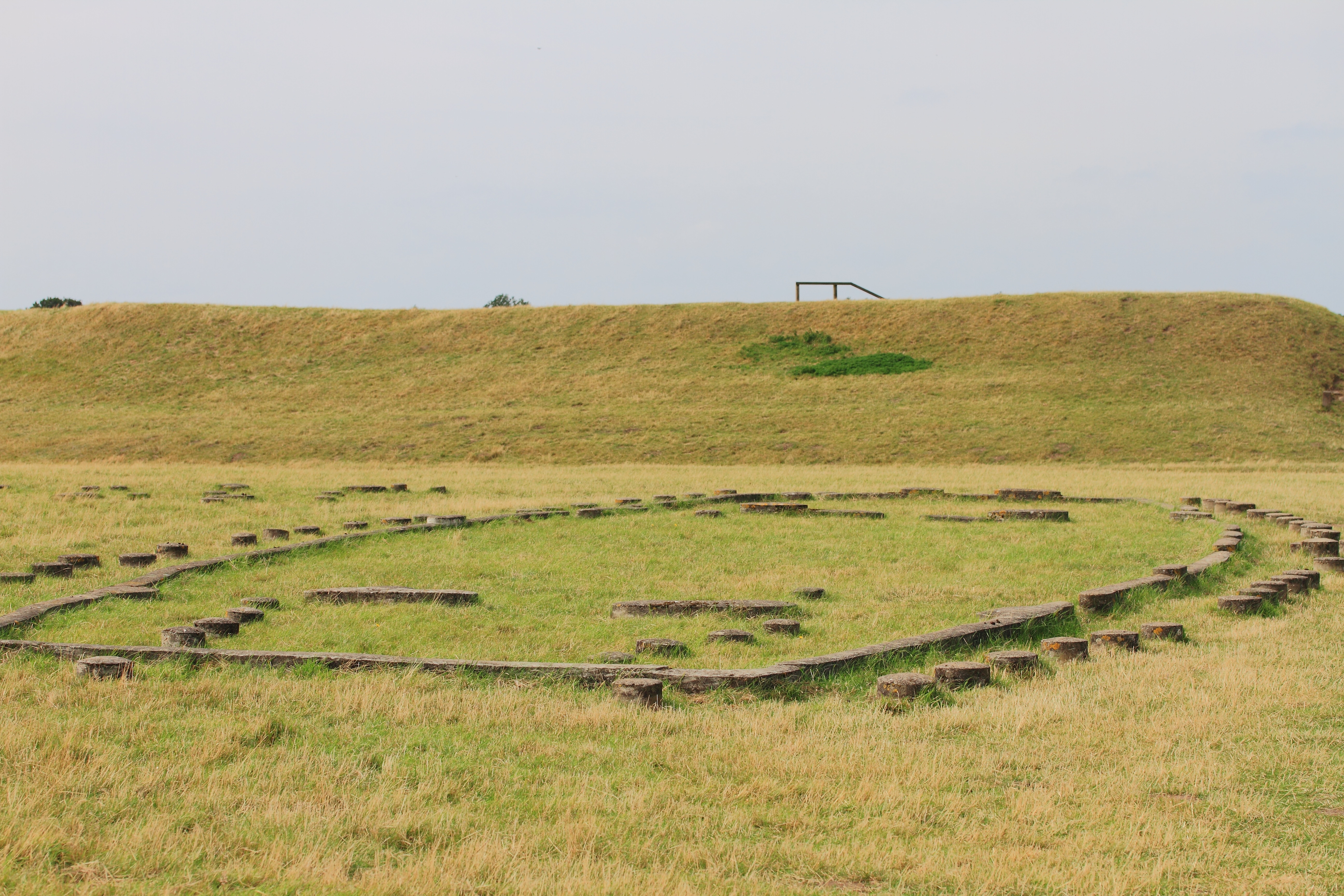
Gebäudegrundriss in der Ringburg
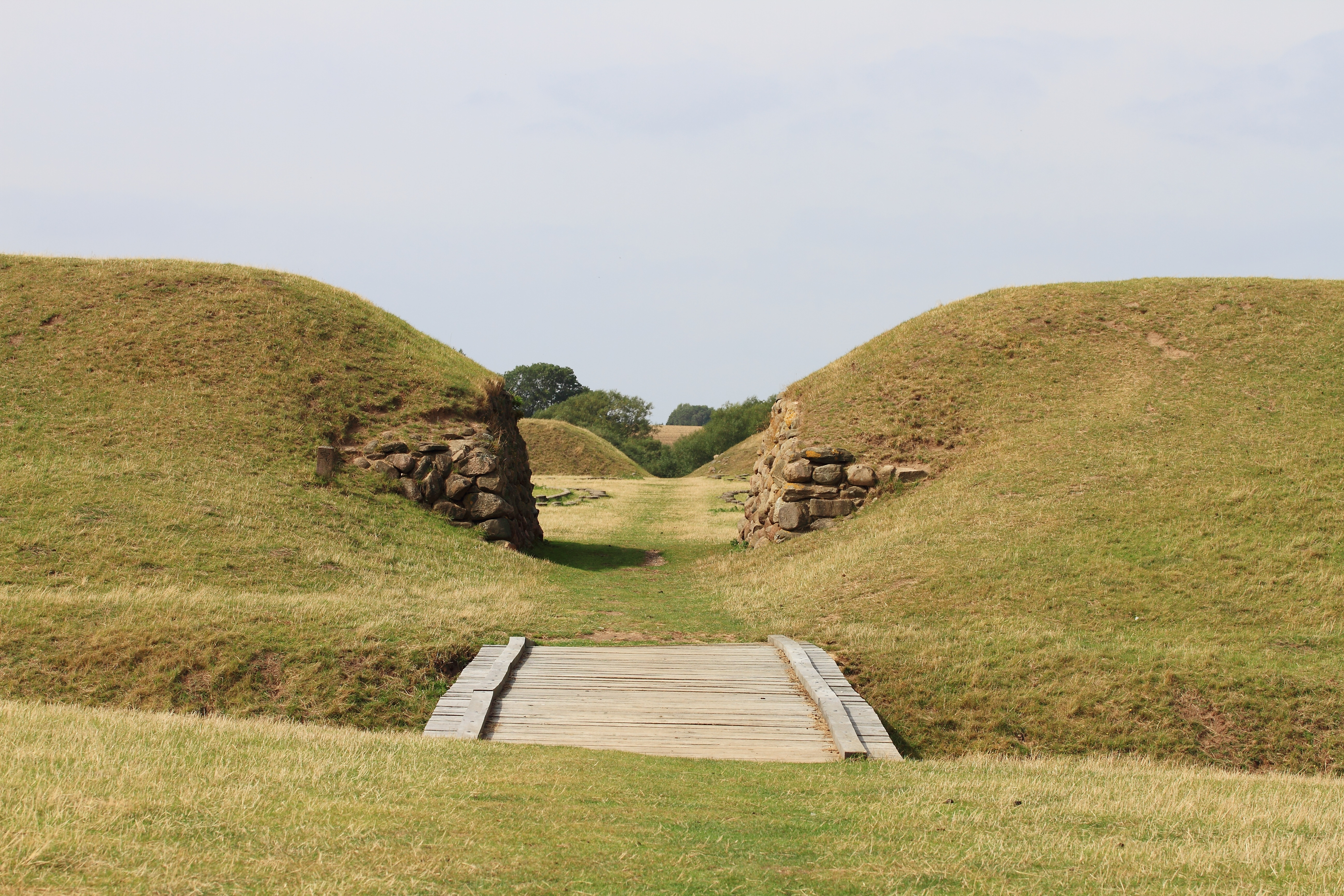
Durchgang durch den Wall

### Vorburg

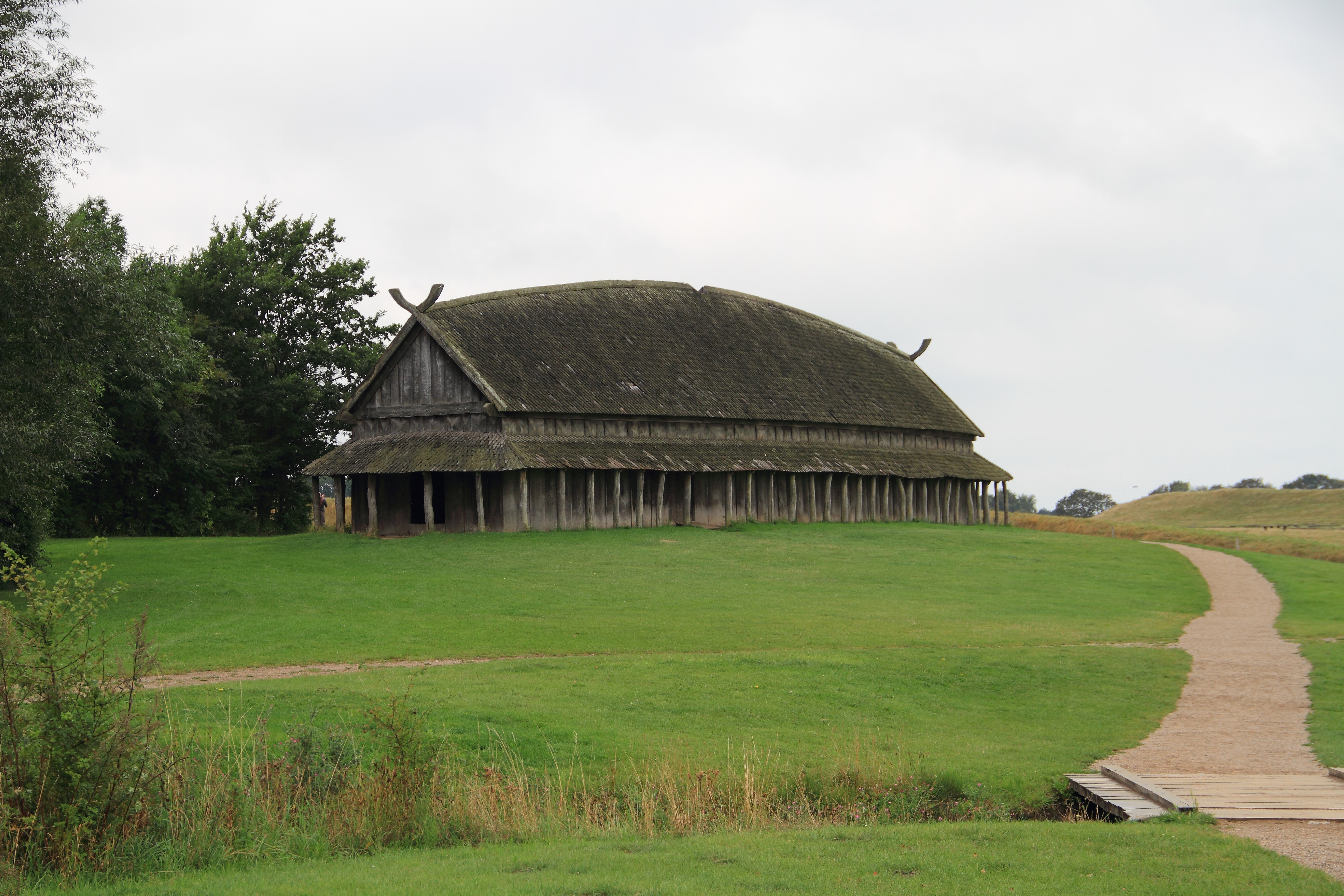
Veralteter Rekonstruktionsnachbau eines Langhauses

Im Gegensatz zu den anderen drei Trelleburgen verfügte diese über eine Vorburg. Die Vorburg war durch eine eigene Wallanlage nach Osten gesichert. Um den Ringwall der Hauptburg waren 15 Langhäuser mit einer Länge von 26,33 Metern radial zur Hauptburg angeordnet.
In einer Erweiterung dieser Vorburg befindet sich ein Gräberfeld mit 135 Erdbestattungen von meist jüngeren Männern, aber auch von Frauen und Kindern. Zwei Gräber waren zur Massenbeisetzung für 5 und 11 Personen verwendet. Über zwei Drittel der Gräber hatte keine Grabbeigaben, die anderen nur wenige Stücke, ganz selten Waffen. Zwei Gräber waren allerdings reich ausgestattet. Davon ist eines ein Frauengrab mit Perlen, einem Bronzeeimer, einem Holzkästchen und Spielsteinen. Das andere war ein Männergrab mit einer Bronzeschüssel und einer Prunkaxt mit Silbereinlagen. Die zahlreichen beigabenlosen Gräber deuten auf christlichen Einfluss hin.
Auf hoch liegenden Plätzen um die Trelleborg wurden Reitergräber gefunden.

## Funde
Gefunden wurden hauptsächlich Gebrauchsgegenstände: Tongefäße, Schlösser, Schlüssel, Beschläge, Reitzeug, Messer, Schleifsteine, Feuersteine, Kämme, Webgewichte, Scheren und Nadeln. Des Weiteren wurden auch Waffen wie eiserne Äxte, Pfeilspitzen, Spieße und Schildbuckel gefunden. Im Jahr 2008 wurden Holzteile eines nahezu vollständigen Wikingerschildes gefunden. Der 85 Zentimeter messende Schild besteht aus sieben in der Mitte 8 Millimeter, an den Rändern nur 5 Millimeter dicken Tannenbrettern. Die Lederbespannung ist verrottet, nahe dem Rand ist eine Reihe von kleinen Löchern. Die Öffnung für die Hand ist oval, der Schildbuckel fehlt.
Auf der Trelleborg wurden aber auch brunnenartige Opfergruben gefunden. Sie reichen unter die Häuser und waren zugeworfen, bevor diese errichtet wurden. In einer lagen zwei kleine Kinder zusammen mit Kopf und Gliedern eines jungen Ziegenbocks mit eingeschlagener Stirn. Eine andere enthielt zwei Kinder und große Teile einer jungen Kuh, eines Hundes und anderer Tiere, eine dritte enthielt den Schädel eines Menschen.

## Deutung der Trelleborg
Die älteren Deutungen gingen von einer Erbauung um das Jahr 1000 aus. Die Dendrochronologie erbrachte eine Errichtung in den Jahren 980/81. Die kurze Bauzeit und das Fehlen jeglicher Anzeichen von irgendwelchen Instandsetzungsarbeiten deuten auf eine sehr kurze Nutzung hin. Möglicherweise wurde die Burg aufgegeben, bevor sie vollendet war. Es gibt Brandspuren, die auf eine gewaltsame Vernichtung schließen lassen. Die Torbereiche scheinen aber für eine Nachbesiedlung genutzt worden zu sein.
Im Zusammenhang mit den anderen Burgen ist die Anlage als Militäranlage gedeutet worden. Wegen ihrer Übereinstimmung ist von einem einzigen Baumeister für alle drei Burgen im Auftrag des Königs auszugehen. Harald Blauzahn war zu dieser Zeit bereits 71 Jahre alt und dürfte sich nicht mit dieser Aufgabe befasst haben, zumal er wenig später von Sven Gabelbart gestürzt wurde und der Burgenbau bis etwa zum Jahr 1000 weiterging. Da offenbar auch Frauen in der Burg anwesend waren, ist eine Zahl für die Belegung und die militärische Nutzung reine Spekulation.
Warum Sven Gabelbart die Burgen bauen ließ, ist mangels schriftlicher Quellen nicht bekannt. Man bringt sie mit den inneren Unruhen in Verbindung, die in seinem Aufstand gegen die Christianisierung gipfeln. Ihr strenger geometrischer Aufbau lässt in jedem Fall an Prestigebauten denken. Ihre kurze Nutzung belegt, dass bereits der Sohn Sven Gabelbarts eine andere Linie verfolgte.